# La Dornac

La Dornac este o comună în departamentul Dordogne din sud-vestul Franței. În 2009 avea o populație de 408 de locuitori.

## Evoluția populației
| An        | 1975 | 1982 | 1990 | 1999 | 2006 | 2009 |
| --------- | ---- | ---- | ---- | ---- | ---- | ---- |
| Populație | 268  | 261  | 266  | 302  | 365  | 408  |